# Ermita de San Juan (Arteas de Abajo)
La ermita de San Juan de Bejís, en la comarca del Alto Palancia, provincia de Castellón, España, es un templo católico que está catalogado como Bien de Relevancia Local con código identificativo: 12.07.022-003, según consta en la Dirección General de Patrimonio Artístico de la Generalidad Valenciana.

## Historia
La ermita fue construida entre los siglos XIII y el XIV, siguiendo un estilo popular.
Se la conoce también como ermita de Arteas de Abajo, al estar ubicada en el caserío de Arteas, concretamente en Arteas de Abajo,aldea perteneciente al municipio de Bejís.
Este caserío de Arteas se localiza en las estribaciones de la sierra de Andilla, a una altitud de 900 metros, con dos núcleos poblacionales: Arteas de Arriba y Arteas de Abajo,; los cuales tienen muy pocos habitantes. Se encuentran a unos escasos 6 quilómetros del municipio de Bejís, al que se llega siguiendo un camino asfaltado en dirección este.
Hay constancia de la existencia, desde época medieval, de una ermita dedicada a San Juan, que se ubicaba en el antiguo camino de Torás, cerca de la Peña Chiquín. Al producirse con el paso del tiempo la separación de ambas poblaciones (año 1842), la ermita quedó en término de Torás, mientras que la imagen del santo y la campana se trasladaron a Arteas de Abajo, procediéndose a la construcción de una nueva ermita a San Juan.
Actualmente puede contemplarse en la parte baja del caserío, próxima al camino de entrada a la ladea por el puente sobre el río Canales.
Sólo el día de San Juan Bautista y durante las fiestas patronales, en agosto, la ermita se usa para el culto, permaneciendo el resto del año cerrada al público.

## Descripción
Se construyó a base de mampostería y contrafuertes laterales exteriores.
Exteriormente es un edificio exento, que presenta una fachada (toda ella blanqueda) de un solo cuerpo que termina en una sencilla espadaña (incluida en el cuerpo de mampostería con revoque en forma de capilla), de una sola campana. El tejado es a dos aguas y está a nivel más bajo que la fachada, ya que ésta cubre hasta la espadaña. Se cubre con teja.
La puerta de entrada está reformada y presenta un dintel de dovelas en forma de arco de medio punto. Por encima de la puerta puede verse una ventana en forma de arco de medio punto como la puerta.
Interiormente es de planta de nave única con dos crujías, separadas por soportes de muros y pilastras, con arcos apuntados. La cubierta interior antaño fue de madera y a dos aguas, pero tras intervenciones efectuadas, actualmente, es una bóveda de cañón.
Presenta coro en lo alto, el cual data del siglo XVII, que se ilumina gracias a la ventana situada encima de la puerta.